# جاکارا وینچستر
جاکارا وینچستر (به انگلیسی: Jacarra Winchester؛ زادهٔ ۱۹ اکتبر ۱۹۹۲) یک کشتی‌گیر آزادکار اهل آمریکا است.
از افتخارات وی می‌توان به کسب مدال طلا مسابقات قهرمانی کشتی جهان ۲۰۱۹ و مدال نقره مسابقات قهرمانی کشتی جهان ۲۰۲۳ اشاره کرد. وی سابقه حضور در المپیک ۲۰۲۰ توکیو را دارد.